# 西條和
西條 和（さいじょう なごみ、7月25日 - ）は、日本の女性声優、アイドル。
デジタル声優アイドルグループ22/7のメンバーである。

## 略歴
- 2016年
  - 12月24日 - 応募総数10,325名の中から[2]、22/7最終オーディションに合格。エントリーナンバーは22番。
- 2017年
  - 3月2日 - 「私たちの名付け親になってください」SHOWROOM配信で、名前を募集[3]。
  - 3月4日 - メンバー名発表SHOWROOM配信で、名前が「西條和」に決定[注釈 1]。
  - 5月17日[4] - 配役決定生電話SHOWROOM配信で、22/7のキャラクター「滝川みう」の声優を担当することが正式に決定。それに伴い素顔が初公開された。
  - 9月20日 - 22/7の1stシングル「僕は存在していなかった」でメジャーデビュー。
- 2018年
  - 7月7日 - 自らが声優を務める滝川みうとして出演する『22/7 計算中』が放送開始。
  - 11月12日 - 滝川みうとしてバーチャルYouTuberデビュー[5]。
- 2025年
  - 5月11日 - 7月16日発売の15thシングルの活動をもって22/7から卒業することを発表[6]。

## 人物
愛称は「なごみん」。モデルの姉がいる。
感情を見せたり、人と関わったりすることが嫌いになっていた自分に危機感を抱き、最も苦手なことで自分を変えようと応募。ダンスに関してはフェアリーズに影響を受け自宅で真似をしていたが、グループに入るまでアイドルの活動そのものやアニメには馴染みがなく、好みのフィニアスとファーブが放送されているディズニー・チャンネルを鑑賞している。フィクションではミステリー（クライム・サスペンス）や『相棒』シリーズのファンである。
22/7で担当するキャラクターの滝川はグループのセンター設定であり、いくつかの表題曲のパフォーマンスにおいては西條も同様にフロントとセンターを務めている。

## 出演

### テレビアニメ
- 22/7（2020年、TOKYO MX・BS11）滝川みう 役[11]

### テレビ番組
- 22/7放送直前リハーサル（2020年1月4日、TOKYO MX・BS11）
- 22/7 計算中（2018年7月7日 - 2019年12月28日・2020年3月27日・4月4日 - 12月26日・2021年1月1日・4月3日 - 2024年3月30日、TOKYO MX・BS11）滝川みう 役
- 22/7 検算中（2021年1月9日 - 3月27日、TOKYO MX・BS11）
- 世界とつながる不思議な教室（2021年4月19日、NHK Eテレ）[12]
- 22/7 計算外（2024年4月20日 - 、TOKYO MX・BS11）

### ゲーム
- 22/7 音楽の時間（滝川みう 役）

### ラジオ
- 22/7 割り切れないラジオ（2017年4月23日 - 2018年7月1日、超!A&G+） - 不定期
- 22/7 割り切れないラジオ+（2020年7月4日 - 2023年4月1日、超!A&G+） - 不定期
- 西條和のねむねむたいむ（2021年10月3日 - 、ニコニコ動画アニたまどっとコムチャンネル、ラジオ関西）